# مناخ إداري مثالي
المناخ الإداري المثالي (بالإنجليزية: Ideal managerial climate)‏ هو مفهوم ضمن الاتصالات التنظيمية. يعتبر هذا المفهوم النظري، الذي قدمه دبليو تشارلز ريدينغ في عام 1972، بمثابة نموذج شامل للإدارة والمنظمات ككل، حيث يركز على العلاقات والتفاعلات ووظائف القيادة. يعزز IMC المناقشة في الاتصالات التنظيمية بما يتجاوز العلاقات والهياكل الرسمية، ويقيم تلك الخصائص التي يمكن أن تنتج البيئة الأكثر مثالية في المنظمة و/أو إدارتها. يقدم هذا النموذج موقفًا مثاليًا وليس موقفًا يمكن تحقيقه، ويجب استخدامه كأداة للمقارنة والتقييم الذاتي والتحسين للمؤسسات.

## منظور النظري
أجرى دبليو تشارلز ريدينغ، الذي يُنسب إليه لقب أب التواصل التنظيمي، أبحاثًا مهمة قدمت مساهمات كبيرة في الاتصال التنظيمي والإداري. كان ردينغ من أوائل الذين حققوا في مناخات المنظمات. درست دراساته الكمية ديناميكيات التواصل بين أعضاء المنظمات عبر مختلف الهياكل. قبل مساهمات ريدينغ، كانت الأبحاث المتعلقة بالمناخ التنظيمي مقتصرة على وجه التحديد على تحليل الأحداث أو الرسائل المعزولة بدلاً من الديناميكيات الأكبر للمنظمة. بناءً على النتائج التي توصل إليها، طور ريدينغ نموذجًا توجيهيًا للمديرين يُعرف بالمناخ الإداري المثالي ، والذي يربط وظائف القيادة بمناخ الاتصال التنظيمي. ادعى ردينغ أن أي خبرة في بيئة تنظيمية هي رسالة، بما في ذلك التواصل غير اللفظي واللفظي. تعد الممارسات المتعلقة بالرسائل والرسائل هي الفرضية الأساسية التي يتم من خلالها إنشاء البيئات والمناخات التنظيمية. يمكن تعريف المناخ بأنه "البيئة النفسية التي يحدث فيها السلوك التنظيمي". وبما أن هذا ينطبق على التواصل التنظيمي، يمكن تعريف "المناخ التنظيمي" بأنه العلاقات والتفاعلات التي تساهم في تشكيل بيئات مكان العمل بين وعبر الهياكل التنظيمية المختلفة. يذكر ريدينغ أن "مناخ الاتصال في المنظمة أكثر أهمية من مهارات أو تقنيات الاتصال (المتخذة بمفردها) في إنشاء منظمة فعالة." عند تقييم المناخ التنظيمي باستخدام (IMC)، ترتبط البيئة الإنتاجية المثالية للمنظمة بالثقافة والقيم التي تمتلكها المنظمة.

## مكونات المناخ الإداري المثالي
واستنادًا إلى خبرة ريدينغ في البحث والاستشارة، وجد خمس ديناميكيات أساسية في محاولة إنتاج جو مستقر ومرضي ومضمون في مكان العمل. وانعكست هذه الخصائص على الإنتاجية التنظيمية، ومنع الصراعات في مكان العمل، والتأثير الإيجابي والطلاقة في الهيكل التنظيمي.
1. الثقة: يجب الحفاظ على الثقة والمصداقية في العلاقات بين أعضاء المنظمة على جميع مستويات التسلسل الهرمي.
2. الدعم: يجب أن يشعر الموظفون بالحرية في التحدث عما يدور في أذهانهم في جو من القبول، بغض النظر عن موقعهم كرئيسين أو مرؤوسين.
3. الانفتاح: يجب أن تكون الديناميكيات في الإطار التنظيمي واضحة وخالية من الالتباس. ومع ذلك، على الرغم من احتمال وجود هياكل هرمية رسمية، إلا أن التواصل لا ينبغي أن يقتصر على حدود صارمة.
4. التركيز على الأهداف عالية الأداء: يجب أن يلتزم جميع أعضاء المنظمة بأهداف عالية الأداء مثل الإنتاجية العالية والجودة العالية والتكلفة المنخفضة والاهتمام بالأعضاء الآخرين.
5. صنع القرار التشاركي: ينبغي التواصل مع الموظفين على جميع المستويات في المنظمة والتشاور معهم في عملية صنع القرار وتحديد الأهداف ذات الصلة بمناصبهم.[8][9]
6. الروابط العاطفية: إذا شعر الموظفون بارتباط عاطفي بالعمل الذي يتم تسهيله من خلال المدير، فسيتم إنجاز العمل بشكل أكثر فعالية وسيكون الموظفون قادرين على أن يكونوا أكثر إنتاجية.

## توسيع المناخ الإداري المثالي
في عام 1976، توسع بيترسون وبيس في نموذج المناخ الإداري المثالي من خلال تطوير مخزون مناخ الاتصالات (CCI). على غرار نموذج ريدينغ، تم تصميم هذا النموذج لتحليل ديناميكيات الاتصال في بيئة تنظيمية وفقًا لستة فئات من "تأثيرات الاتصال". استخدم بيترسون وبيس المكونات الخمسة لالمناخ الإداري المثالي كمقدمة أساسية يرتكز عليها نموذجهم.